# Szunyogszék község
Szunyogszék község (románul: Comuna Dumbrăvița) község Brassó megyében, Romániában. Központja Szunyogszék, hozzá tartozik Vledény.

## Népessége
A 2011-es népszámlálás adatai alapján a község népessége 4624 fő volt.